# Attivismo pedagogico
L'attivismo pedagogico è un metodo educativo che ebbe origine alla fine del XIX secolo, prevalentemente ad opera del filosofo statunitense John Dewey.
L'influenza di Dewey nella pedagogia moderna, americana ed europea, è stata paragonata a quella di Jean-Jacques Rousseau nell'Ottocento.

## Storia
A precedere l'attivismo pedagogico furono alcuni college progressisti inglesi, ad esempio quello di Cecil Reddie in cui si cercava di generare una relazione tra insegnanti e studenti in modo da evitare la tipica rivalità e facendo in modo di evitare tecniche mnemoniche per l'apprendimento, si proponevano gite e viaggi d'istruzione, attività sportive e scientifiche, lavori manuali e apprendimento di lingue straniere.
Altri sperimentatori furono J. H. Badley, che si staccò dal college di Reddie, Hermann Lietz in Germania con una scuola radicale e Demolins con la sua Ecolé des Roches, il quale affermava che il professore dovesse comportarsi come un padre di famiglia per i suoi studenti.
Il primo esperimento pedagogico di Dewey fu la fondazione di una scuola elementare a Chicago nel biennio 1894-1896, essenzialmente basata sulla concezione di Friedrich Froebel.
L'Attivismo ha come scopo la creazione di una scuola non convenzionale, non impostata sul nozionismo e sull'ascolto passivo o sullo studio individuale, come erano state le scuole sino ad allora, bensì basata sugli interessi dei discenti. In altre parole, una scuola secondo la psicologia dell'alunno e non del maestro.
La nuova pedagogia, secondo Dewey, deve mirare al metodo e abbandonare ogni contenuto prefissato, puntando non solo allo studio dei fatti della storia passata ma anche e soprattutto all'analisi dell'azione futura.
Le nozioni sono fini a se stesse in quanto mutevoli, ciò che realmente conta è la ricerca e lo sviluppo delle capacità critiche. L'indagine tramite l'esperienza diretta è la sintesi di questo metodo.
Molto vicino alle idee di Dewey sarà il metodo Montessori ad opera di Maria Montessori. Successivamente, anche il pedagogista francese Roger Cousinet riprese idee e insegnamenti di questa metodologia didattica.

## Caratteristiche dell'Attivismo pedagogico
- Puerocentrismo: mentre precedentemente l'educatore era spinto a rendere il bambino adulto il prima possibile, ci si concentra sull'importanza dell'infanzia.
- Importanza della psicologia: l'avvento della ricerca psicologica aveva spinto la pedagogia a ripensare i suoi limiti, legandosi più fortemente a quelle che erano state le scoperte per quanto riguarda l'apprendimento e lo sviluppo.
- Insegnante come guida: l'insegnante non era più visto come la persona che doveva trasmettere delle conoscenze, quanto la guida nel processo di scoperta del fanciullo.
- Legame interesse/bisogni: a seconda degli interessi e dei bisogni del bambino, l'educatore avrebbe personalizzato il suo insegnamento.
- Legame insegnamento/vita: la scuola non doveva essere una parte separata della vita, ma servire per la vita; alcuni radicali affermarono che la scuola stessa era vita.
- Intelligenza operativa: il bambino andava stimolato ad utilizzare la propria intelligenza attraverso dei laboratori (es. di cucina, di giardinaggio, di scultura, di pittura).